# Creative Business Cup
Creative Business Cup (CBC) er en stor international iværksætterkonkurrence, hvor deltagere fra forskellige kreative erhverv, dyster mod hinanden. Formålet med Creative Business Cup, er at forbinde det kreative og det forretningsmæssige element, og gennem deltagelse i konkurrencen vil iværksættere styrke deres evner til at starte virksomhed.
CBC startede oprindeligt som en konkurrence i Danmark, men er fra 2012 blevet udvidet til at være et globalt koncept, med en stor international finale. Hver enkelt land afholder en national konkurrence, hvoraf vinderen går videre til den store internationale konkurrence. Hvor der i 2012 var 19 deltagende lande i den internationale finale, er der i 2013 tilmeldt 40 lande. Det er dermed en begivenhed der strækker sig bredt over mange forskellige kulturer, og som er i stor udvikling.
Creative Business Cup afvikles af Center for Kultur- og Oplevelsesøkonomi (CKO).
I 2013 bliver den internationale finale afholdt i Danmark. Det vil foregå d.18-20 november.

## Vindere af den danske finale
- 2013: Cinema dell’arte - En unik teknik, der giver mulighed for helt nye teateroplevelser.

- 2012: Mystery Makers - Nyskabende events, der kombinerer underholdning, kultur og personlig udvikling.

- 2011: iLikeLocals - Et netværk hvor man får viden fra de lokale, i stedet for fra turistinformationen.

- 2010: Aesthetic Concrete Surfaces - En ny måde at bruge beton som materiale, og gøre det æstetisk.

## Vindere af den internationale finale
- 2012: We Want Cinema - en online platform, hvor seerne vælger hvilke film der skal vises i biografen.